# Серпухов
Серпухов (рус. Серпухов) град је у Русији у Московској области. Према попису становништва из 2010. у граду је живело 126.496 становника.

## Становништво
Према прелиминарним подацима са пописа, у граду је 2010. живело 126.496 становника, 4.601 (3,51%) мање него 2002.
| 1939.  | 1959.   | 1970.   | 1979.   | 1989.   | 2002.   | 2010.   |
| ------ | ------- | ------- | ------- | ------- | ------- | ------- |
| 90.727 | 106.387 | 124.293 | 139.717 | 143.618 | 131.097 | 127.041 |